# Brigitte Douay
Brigitte Douay (* 24. Februar 1947 in Paris) ist eine französische Politikerin der Parti socialiste und Lehrerin.

## Leben
Douay studierte Lehramt und war 1971 als Lehrerin tätig. Später arbeitete sie einige Jahre als Journalistin. Von 1997 bis 2002 war Douay Abgeordnete in der Nationalversammlung. Von 2004 bis 2009 war sie Abgeordnete im Europäischen Parlament. Sie war im Europäischen Parlament Mitglied im Haushaltsausschuss und in der Delegation für die Beziehungen zu Japan. 